# ФК Спорт Бойс
„Спорт Бойс Уарнес“ (на испански: Sport Boys Warnes) или Клуб Депортиво и Културал Спорт Бойс (на испански: Club Deportivo y Cultural Sport Boys) е боливийски футболен клуб от град Уарнес, департамент Санта Крус де ла Сиера. Играе домакинскиите си мачове на стадион Самуел Вака Хименес. Шампион на Боливия за 2015 година (Апертура).
По руски и немски стандард градът може да се среща често като Варнес. Названието е избрано в чест на Хосе Игнасио Хавиер Уарнес и Гарсия де Сунига – аржентински полковник, деец в борбата за независимост на Южна Америка.

## История
Клубът е основан на 17 август 1954 година.
През сезон 2012/13 „Спорт Бойс“ заема второ място в Националния шампионат B, отстъпвайки само на точка на „Гуабира“. На 13 юни 2013 година след две равенства в плей-оффа за преминаване в най-горното ниво с „Петролеро“ (2:2 и 1:1) „Спорт Бойс“ побеждава съперника си във второто преиграване с резултат 2:0, а в края на мача два гола отбелязва Хоакин Ботеро, което позволява на отбора за първи път в историята си да попадне в Професионалната лига на Боливия. Благодарение на това си постижение във висшата лига на Боливия се оказват цели четири отбора от департамента „Санта Крус де ла Сиера“: „Блуминг“, „Ориенте Петролеро“, „Гуабира“ и „Спорт Бойс“.
Само след две години, под ръководството на аржентинеца Карлос Фабиан Лееб на 20 декември 2015 година, за първи път в историята си „Спорт Бойс“ става шампион на страната си, печелейки Апертура с преднина от две точки пред „Боливар“ от Ла Пас.
„Спорт Бойс Уарнес“ става известен в Южна Америка и по целия свят благодарение на някои нестандартни решения от страна на ръководството на клуба. Така през 2014 година клубът подписва професионален контракт с президента на Боливия Ево Моралес, потомък на индианците от племето Аймара (той получава фланелката с №10 но така и не бива заявен в официалните мачове). Месечната му заплата е 213 долара или 1470 боливиано. Това е минималното месечно възнаграждение в страната. Споре договора си Ево, трябва да взме фланелката с №10 и да играе в няколко мача за по няколко минути. Това така и не се случва, макар че Моралес играе в няколко благотворителни срещи. През 2008 г. той вече се е изправял срещу Диего Марадона в приятелски мач на надморска височина 3500 м. след като ФИФА позволява да се играят международни срещи на високопланинските стадиони в Боливия въпреки разредения въздух.
През декември 2013 година „Спорт Бойс Уарнес“ става първия боливийски клуб, назначил жена на длъжността старши треньор – Илда Ордонес. На поста заменя бившия аржентински футболист Нестор Клаусен. Тя е на треньорската скамейка само за последните две срещи в Клаусура (есен), но печели една точка в нулевото равенство с „Университарио де Сукре“. Това е достатъчно да стане световноизвестна. След това Ордонес се отдава на преподавателска дейност (физика) в университета в Сукре.

## Успехи
- Примера Дивисион на Боливия
  -  Шампион (1): Апертура 2015

## Известни играчи
- Хоакин Ботеро
- Жасмани Кампос
- Кристиан Коимбра
- Леонел Моралес
- Хайме Морено
- Едивалдо Рохас
- Хосе Капдевиля
- Карлос Тенорио

## Известни треньори
- Селсо Аяла
- Пабло Кабайеро
- Хавиер Аскаргорта
- Хавиер Аскаргорта
- Нестор Клаусен
- Илда Ордонес